# Elseya irwini
Elseya irwini – gatunek żółwia bokoszyjnego z rodziny matamatowatych (Chelidae) odkryty w 1990 r. przez przyrodnika Steve’a Irwina (wraz z ojcem, Bobem Irwinem) i nazwany na jego cześć. Zaobserwowano je jedynie w trzech australijskich rzekach – Broken-Bowen, Burdekin i South Johnstone River w stanie Queensland.

## Wygląd
Zwierzę ma żółtawą głowę z różowym nosem. Cechą charakterystyczną jest specjalny organ w kloace służący do oddychania. Jest to jeden z największych australijskich żółwi – jego masa dochodzi do 6 kg.

## Zagrożenie
Światowa populacja tego gatunku wynosi prawdopodobnie ok. 5000 osobników, z czego większość to zwierzęta starsze i samice. Gatunek zagrożony wymarciem.